# In My Dreams (Dokken)
In My Dreams è una canzone del gruppo musicale statunitense Dokken, estratta come secondo singolo dal loro terzo album Under Lock and Key nei primi mesi del 1986. Ha raggiunto la posizione numero 77 della Billboard Hot 100 e la numero 24 della Mainstream Rock Songs negli Stati Uniti.
La canzone è stata reinterpretata dal gruppo musicale The Party nel 1991, in chiave dance/teen pop.

## Tracce
7" Single A|B Elektra 969 563-7
1. In My Dreams – 4:20
2. Til the Livin' End – 3:59

## Classifiche
| Classifica (1986)             | Posizione massima |
| ----------------------------- | ----------------- |
| Stati Uniti                   | 77                |
| Stati Uniti (mainstream rock) | 24                |